# Геремєєв Руслан Абдулсаїдович
Русла́н Абдулсаї́дович Геремє́єв (рос. Геремеев Руслан Абдулсаидович, 10 травня 1978, Гудермес, РРФСР) — російський військовик, екс-майор Національної гвардії РФ. Оголошений у розшук у зв'язку з можливою причетністю до вбивства російського політика Бориса Нємцова.

## Життєпис
Руслан Геремєєв народився у Гудермесі. Проходив службу в батальйоні «Сєвєр» 141-го спеціалізованого моторизованого полку внутрішніх військ МВС РФ імені Ахмата-Хаджі Кадирова. Обіймав посаду командира роти, а згодом — заступника командира батальйону. Брав участь у «антитерористичних операціях», спрямованих на придушення руху за незалежність Чечні. 19 жовтня 2010 року старший лейтенант Руслан Геремєєв указом Президента РФ Дмитра Медведєва був нагороджений орденом Мужності.
У квітні 2015 року Геремєєв був оголошений у розшук у зв'язку з підозрою в причетності до вбивства російського політика Бориса Нємцова. Адвокат родини Нємцова Вадим Прохоров називав Геремєєва справжнім організатором вбивства, хоча слідчий комітет від початку оголосив у розшук лише його особистого водія Руслана Мухудінова. Глава Чечні Рамзан Кадиров назвав ці звинувачення надуманими та заперечив причетність Геремєєва до вбивства політика. Згодом статус «підозрюваного» було замінено на статус «свідка», проте Геремєєв жодного разу не був на допитах у справі.
У серпні того ж року низка ЗМІ повідомила, що Руслан Геремєєв міг виїхати з Росії під виглядом конюха у складі делегації, що вилетіла наприкінці березня з Каспійська до Об'єднаних Арабських Еміратів на Всесвітній кубок Дубая-2015. Втім, цю інформацію не було достеменно підтверджено.
26 березня 2022 року Рамзан Кадиров оприлюднив відео про участь чеченців у захопленні Маріуполя, на якому був присутній Руслан Геремєєв. За словами Кадирова, Геремєєв очолював підрозділ, що брав участь у атаках на українське місто.

## Відзнаки та нагороди
- Орден Мужності (19 жовтня 2010) — за мужність, відвагу та самовідданість, виявлені при виконанні військового обов'язку в Північно-Кавказькому регіоні[2].

## Родина
- Дядько — Геремєєв Сулейман Садулайович (нар. 1971), російський державний діяч, сенатор Російської Федерації.
- Дядько — Геремєєв Ваха Садулайович (нар. 1965), російський правоохоронець, екс-співробітник Служби безпеки Ахмата Кадирова, начальник відділу внутрішніх справ Шелковского району Чечні.